# Xaçmazqışlaq
Xaçmazqışlaq è un comune dell'Azerbaigian situato nel distretto di Oğuz. Conta una popolazione di 548 abitanti.